# Шапка Мономаха второго наряда

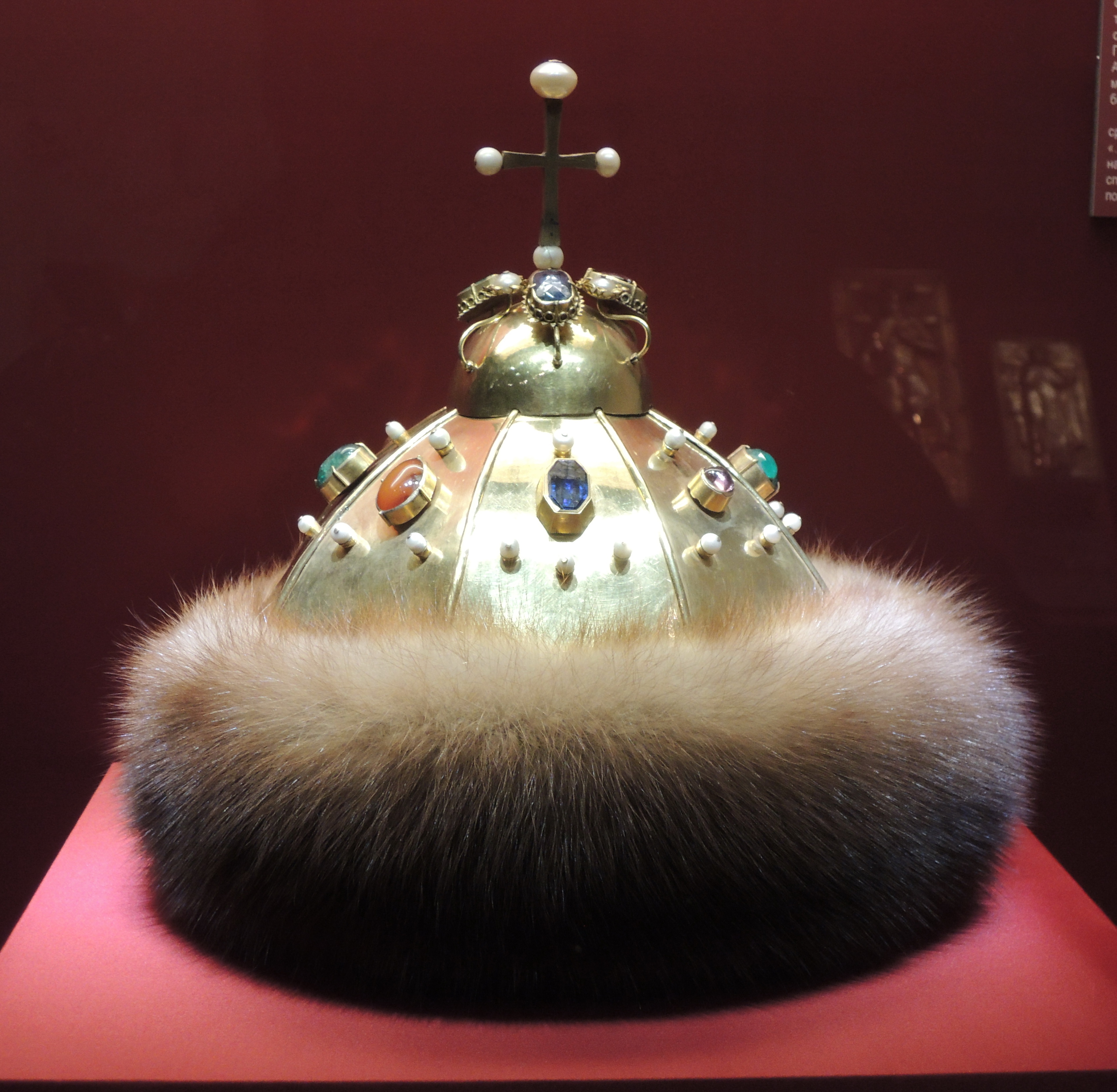
Шапка Мономаха второго наряда

Шапка Мономаха Второго Наряда (шапка Таврическая) — государственная регалия Русского царства, которая хранится в собрании Оружейной палаты Московского кремля.

## История
Поскольку в 1682 году на престоле России оказались сразу два монарха — Иван V и Пётр I Алексеевичи, оба царя имели собственные «Большие Наряды», и комплексы уже существующих регалий были разделены между ними. Поскольку в таком случае оригинальная шапка Мономаха досталась старшему, Ивану V, то для коронации Петра I спешно изготовили венец, частично воспроизводивший оригинал. Конечно, в нём нет той утончённой восточной изысканности, как у оригинала.
Поскольку для обоих царей впоследствии были сделаны значительно более богатые бриллиантовые короны («Первого наряда»), то сделанный в 1682 году венец был отнесён ко «Второму наряду», откуда и его название.
В позднее время шапка приобрела фантастическую биографию: ее стали считать «венцом великой княгини Ольги», которая вывезла его из Царьграда, а также короной, которая «употреблялась царем Иоанном Васильевичем в меньших выходах».

## Описание
Корпус венца состоит из восьми гладких полированных треугольных золотых пластин. На каждой пластине по одному гнезду для драгоценного камня и по четыре гнезда для жемчужин. Как и оригинальная шапка Мономаха, венец имеет навершие с крестом, украшенное ещё четырьмя камнями и восемью жемчужинами. Снизу тулья венца отделана традиционным соболиным мехом.
В документе 1702 года даётся такая оценка венца:
"«Втораго наряда, шапка Царская Мономахова, цка золотая гладкая, на ней крест золотой, на кресте по краям четыре зерна бурмицкие, — цена сто рублев. Под крестом три камня в золотых гнездах яхонт лазорев, да лал водокшанской, изумруд, да три зерна бурмицкие половинчатые, — цена всему, семьдесят рублев. Да на тот же шапке каменья, в золотых гнездах, яхонт лазоревой, два лала водокшанских, пробки яхонтовая красная, да три изумруда, двадцать пять зерен бурмицких малых на спнях золотых, — цена всему сто сорок рублев. Золота в тот шапке с каменьем весу фунт тридцать золотников. Из того числа выложено на каменья и на воск десять золотников, — цена поэтому золотую сто сорок рублев. Всего на вышеописанной шапке каменью и зернам и золотую цена четыреста пятьдесят рублев»
10px
Весит венец без меха около 600 граммов.

## В геральдике
Первоначально шапка Мономаха второго наряда в геральдике не использовалась. Но уже после покорения Крыма, в XIX веке, она была отнесена к атрибутике тех новоприсоедиённых земель: в Большом государственном гербе Российской империи (1882) она венчает щит с эмблемой Царства Херсониса Таврического.